# Richardia gandarae
Richardia gandarae är en måreväxtart som beskrevs av Jerzy Rzedowski. Richardia gandarae ingår i släktet Richardia och familjen måreväxter. Inga underarter finns listade i Catalogue of Life.